# Martina Moravcová
Martina Moravcová (* 16. ledna 1976 Piešťany) je slovenská plavkyně.
Martina Moravcová se účastnila pěti olympijských her v řadě, poprvé v roce 1992, kdy reprezentovala za bývalé Československo. Úspěchem pro ni skončila olympiáda v australském Sydney v roce 2000, kde získala pro Slovensko dvě stříbrné medaile. Žije a trénuje v Dallasu ve Spojených státech